# Purytanizm
Purytanizm (z łac. purus czysty) – ruch religijno-społeczny w XVI i XVII-wiecznej Anglii, mający na celu „oczyszczenie” Kościoła anglikańskiego z pozostałości po katolicyzmie w liturgii i teologii. Początkowo działając jako ruch wewnątrz anglikanizmu, purytanie stopniowo oddzielali się od niego, tworząc odrębne wspólnoty religijne, czasem nazywane nonkonformistycznymi.
W języku potocznym purytanizm to skrajne przejawianie jakichś zasad, szczególnie moralnych.

## Historia

### 1559 do 1625
Purytanizm wyrósł na fali niezadowolenia wywołanego reformami religijnymi z początku (1559) panowania Elżbiety I, które w odczuciu radykalniejszych protestantów zbyt mocno upodabniały Kościół anglikański do katolicyzmu, zwanego przez nich papizmem. Podczas gdy większość ruchów reformacyjnych w Europie była wywołana pragnieniem głębokich zmian teologicznych i zrywała całkowicie z katolickim modelem organizacji kościelnej, reformacja angielska wprowadziła kontrolę państwa nad Kościołem przy jednoczesnym braku większych zmian organizacyjnych oraz liturgiczno-duchowych.
W oczach purytanów doktryna kościelna została podporządkowana polityce w sposób niemożliwy do zaakceptowania. Protestanci, prześladowani podczas rządów królowej Marii I (1553–1558), często udawali się w czasach jej rządów na wygnanie do kontynentalnej Europy, gdzie mieli okazję zapoznać się z modelem reformacji wprowadzonym w kalwińskiej Genewie czy luterańskich Niemczech. To ukształtowało ich stanowisko względem elżbietańskiej reformy religijnej, określanej czasem mianem „via media”, drogi pośredniej między katolicyzmem i protestantyzmem.
Pomimo że wszystkich purytanów kształtował kalwinizm, nie byli całkowicie zgodni w poglądach. Znajduje to odbicie w genezie tego ruchu, który rozwijał się w kilku fazach. Wspólny dla wszystkich purytanów był pogląd o degeneracji wszystkich istniejących dotychczas Kościołów, z powodu ich kontaktu z cywilizacjami pogańskimi (mieli tu zwłaszcza na myśli starożytny Rzym), a także z powodu nakazów i zarządzeń królów i papieży. Wszyscy opowiadali się za przebudową i „oczyszczeniem” Kościoła, który miałby bardziej odwzorowywać naukę biblijną. Wspólny był im także, w mniejszym lub większym stopniu, pogląd o kapłaństwie wszystkich wierzących. Różnili się jednak w kwestiach organizacji i ustroju kościelnego.
Purytanie chcieli, aby Kościół anglikański bardziej przypominał protestanckie Kościoły Europy, szczególnie kalwiński kościół genewski. Sprzeciwiali się ozdobom i rytuałom w kościołach (np. szatom liturgicznym, organom, zwyczajowi uklęknięć) jako bałwochwalczym, potępiając je jako „papistowski przepych i łachmany”. Sprzeciwiali się także działalności sądów kościelnych. Odmawiali zatwierdzenia wszystkich rytuałów i formuł anglikańskiego Modlitewnika Powszechnego (The Book of Common Prayer). Narzucanie porządku liturgicznego przez prawo i inspekcje zaostrzyło postulaty purytanizmu i przekształciło go w ruch zdecydowanie opozycyjny.
W latach 70. XVI wieku purytanie domagali się modelu prezbiteriańskiego lub kongregacjonalistycznego, ale wszyscy z nich krytykowali przy tym w bardzo bezpośredni sposób taką liturgię i konstrukcję Kościoła, jakiej oczekiwała monarchia. Próby biskupów Kościoła anglikańskiego zaprowadzenia siłą uniformizacji w użytkowaniu Modlitewnika Powszechnego sprawiły, że hierarchia kościelna stała się jednym z głównych celów ataków purytan. Traktaty takie jak Martin Marprelate wyśmiewały rząd i hierarchów kościelnych.
Sprawa hierarchii kościelnej była trudna i Elżbieta I opłaciła Richarda Hookera za napisanie dzieła „The Laws of Ecclesiastical Polity”, w którym próbował odeprzeć zarzuty purytanów.
Przemyślenia Hookera stały się jedną z podstaw teologicznych Kościoła anglikańskiego i później zostały wykorzystane przez arcybiskupa Williama Lauda.
Dominująca frakcja w obrębie Kościoła anglikańskiego patrzyła z góry na radykałów i nadano im miano „purytan”, wyśmiewając ich jako „mających obsesję na punkcie oczyszczenia (to purify) kościoła”.
Współcześnie do reformacji angielskiej, Kościół Szkocji został zreformowany w duchu kalwińskim i prezbiteriańskim, i model ten purytanie pragnęli rozciągnąć także na Anglię. Kiedy Jakub VI Szkocki został królem Anglii (1603) jako Jakub I, mianował kilku znanych purytanów na wpływowe stanowiska w Kościele anglikańskim i hamował wzrost wpływów Williama Lauda. Nie był on jednak purytaninem i był wobec nich nieufny, traktując ruch purytański jako potencjalnie zagrażający królewskiej kontroli nad Kościołem. Nadał sankcję królewską tłumaczeniu Biblii zwanej od jego imienia Biblią króla Jakuba, częściowo po to aby umocnić anglikańską ortodoksję, dając jej alternatywę wobec Biblii genewskiej. Popularna wśród purytanów Biblia genewska miała wymowę antyrojalistyczną i zawierała wiele rewolucyjnych przypisów. Dla purytanów, którzy wierzyli w nadrzędny autorytet Biblii, posiadanie angielskojęzycznego przekładu Biblii było sprawą najwyższej wagi.
Każda kolejna dawka politycznych rozczarowań stawiała purytanów zarówno indywidualnie jak i w ramach poszczególnych kongregacji w obliczu nowego kryzysu. Pytanie brzmiało – czy powinni pozostać konformistami i pozornie dostosowywać się do nakazów budzącego ich odrazę reżimu religijnego, czy też podjąć decyzję o oddzieleniu się od oficjalnego kościoła, co było nielegalne.

### 1625 do 1660
Książę Karol został królem Anglii po śmierci swojego ojca w 1625. Był on bardzo nieufny wobec purytanów (którzy podtrzymywali opozycję wobec zarządzeń eklezjalnych jego ojca), postrzegając ich jako buntowniczych (Karol, tak jak jego ojciec, wierzył w „boskie prawo królów”). W tym czasie do purytanów odnoszono się częściej jako do dysydentów.
Ponieważ angielscy dysydenci nie mieli dostępu do zawodów, które wymagały oficjalnego konformizmu religijnego, purytanie walnie przyczynili się do powstania wielu nowych gałęzi gospodarki. Zdominowali handel zagraniczny (eksport i import) oraz chętnie osiedlali się w Nowym Świecie. Wraz z rozkwitem trans-atlantyckiego handlu z Ameryką, purytanie w Anglii stawali się stosunkowo bogaci. Podobnie klasy rzemieślnicze stawały się w coraz większym stopniu purytańskie. Dlatego też kwestie ekonomiczne angielskiej wojny domowej (opłaty podatkowe, liberalizacja edyktów królewskich), kwestie polityczne angielskiej wojny domowej (nabywanie parostwa, narastający konflikt pomiędzy Izbą Lordów a ludnością, niezadowolenie wywołane próbą wprowadzenia Boskiego prawa królów przez Karola I), oraz napięcia religijne były powiązane razem w generalny spór między anglikańskimi Kawalerami i purytańskimi Okrągłogłowymi.

## Główne założenia
Najważniejszym założeniem purytanizmu była teza o absolutnym zwierzchnictwie Boga nad sprawami ludzkimi, zwłaszcza związanymi z Kościołem, w sposób w jaki zostało to wyrażone w Biblii. To wiodło purytanów (zarówno indywidualnie, jak i w ramach wspólnot kościelnych) do starań o maksymalne podporządkowanie się zapisom Pisma Świętego. Taka postawa prowadziła do starań o czystość moralną w każdej dziedzinie życia, a także do prób utworzenia organizacji kościelnych odpowiadających nauczaniu Biblii w stopniu najwyższym z możliwych.
Na poziomie wspólnot kościelnych, purytanie wierzyli, że nabożeństwo chrześcijańskie powinno być ściśle regulowane przez nakazy Biblii. Purytanie potępiali jako bałwochwalstwo wiele z praktykowanych aspektów nabożeństw bez względu na ich starożytne pochodzenie lub rozpowszechnienie wśród chrześcijan, których to ich oponenci bronili tradycją. Tak jak w niektórych Kościołach reformowanych kontynentalnej Europy, reformy purytańskie były nastawione na minimum rytuałów i dekoracji w Kościele, a zamiast tego kładły nacisk przede wszystkim na kazania. Purytanie wyeliminowali użytkowanie instrumentów muzycznych w nabożeństwach, z różnych teologicznych i praktycznych powodów, powołując się przy tym na poglądy niektórych z wczesnych Ojców Kościoła.
Innym ważnym wyróżnikiem było nastawienie purytanów do relacji państwo-kościół. Byli przeciwni anglikańskiej idei zwierzchnictwa monarchy nad kościołem (Erastianizm), i – podążając za Kalwinem – utrzymywali że jedyną Głową Kościoła w niebie i na ziemi jest Chrystus (a nie papież ani monarcha).
Inne główne postulaty to:
- indywidualne studiowanie Pisma Świętego
- edukacja mas (po to aby umożliwić im samodzielne czytanie Biblii)
- kapłaństwo wszystkich wierzących
- prostota liturgii
- wiara w obowiązywanie starotestamentowego szabatu, zmienionego jednakże z soboty na niedzielę
- odrzucenie (w większości przypadków) rozbudowanej hierarchii kościelnej na rzecz prezbiterianizmu lub kongregacjonalizmu.

Purytanie propagowali surowy tryb życia, oparty głównie na pracy, modlitwie i samodzielnym studiowaniu Biblii. Kolorowe ubiory, alkohol i wszelkie rozrywki, takie jak hazard, czy widowiska teatralne potępiano jako niemoralne.

## Znani purytańscy teolodzy
- Richard Baxter
- John Owen

## Literatura w języku polskim
- T.J. Zieliński, Purytanizm. Zarys dziejów, ideologii i obyczajów anglosaskiego ruchu reformacyjnego, "Rocznik Teologiczny ChAT", 1995, XXXVII, z.2
- J.R. Beeke, R.J. Pederson, Purytanie. Biografie i dzieła, przeł. J. Sałacki, Grand Rapids – Warszawa 2010
- P. Stawiński, Boży eksperyment. Purytanie w siedemnastowiecznej Ameryce, Lublin 2012